# Luis Gonzalo Segura
Luis Gonzalo Segura de Oro-Pulido (Madrid, 19 de maig de 1977) és un escriptor i ex-militar espanyol. Geògraf de formació, esdevingué famós el 2015 quan va ser expulsat de l'exèrcit espanyol arran de les seves crítiques sobre la corrupció i els abusos d'aquest cos que relatava en el seu primer llibre Un paso al frente, publicat l'any anterior. El seu darrer llibre En la guarida de la bestia, publicat al maig del 2019 divulga i denuncia l'assetjament que pateixen les dones al si de les forces armades espanyoles.

## Obres
- Un paso al frente (2014)
- Código rojo (2015)
- El libro negro del ejército español (2017)
- En la guarida de la bestia (2019)